# Marathon van Barcelona 2011
De marathon van Barcelona 2010 werd gehouden op zondag 6 maart 2010 in Barcelona. Het was de 33e editie van de marathon van Barcelona. Bij de mannen werd de wedstrijd gewonnen door de Keniaan Levi Matebo in 2:07.31. Hij verbeterde hiermee zijn persoonlijk record met meer dan vier minuten en miste het parcoursrecord op slechts één seconde. Bij de vrouwen won de Zweedse Josephine Ambjörnsson in 2:45.31. Zij liep hiermee onvoldoende snel om het parcoursrecord te verbeteren dat sinds 1998 op 2:30.05 staat. De Nederlandse Anne Zijderveld werd zevende in 3:03.42. In totaal waren er 15.075 inschrijvingen, hiervan gingen er 13.062 van start en finishten er 12.564. Er deden lopers mee uit 40 landen en het aandeel buitenlanders was 45%.

## Wedstrijd
Mannen
| rang | naam                   | land | tijd    |
| ---- | ---------------------- | ---- | ------- |
| 1    | Levi Matebo            | KEN  | 2:07.31 |
| 2    | Joseph Kimeli Langat   | KEN  | 2:10.04 |
| 3    | Josphat Yego           | KEN  | 2:10.41 |
| 4    | Joash Mutai            | KEN  | 2:13.44 |
| 5    | Isaac Kosgei           | KEN  | 2:14.42 |
| 6    | Nathan Kimeli Naibel   | KEN  | 2:14.57 |
| 7    | Antoni Bernadó         | AND  | 2:17.16 |
| 8    | Elias Rodrigues Bastos | ESP  | 2:17.24 |
| 9    | Marc Roig              | ESP  | 2:18.05 |
| 10   | Kennedy Kimutai        | KEN  | 2:19.30 |

Vrouwen
| rang | naam                     | land | tijd    |
| ---- | ------------------------ | ---- | ------- |
| 1    | Josephine Ambjörnsson    | SWE  | 2:45.31 |
| 2    | Nuria Prieto Pinedo      | ESP  | 2:56.59 |
| 3    | Marth Hall               | GBR  | 2:57.51 |
| 4    | Karsta Parsiegla         | GER  | 2:59.14 |
| 5    | Rosa Espachs Olivera     | ESP  | 3:00.24 |
| 6    | Florence Audair          | FRA  | 3:00.25 |
| 7    | Anne Zijderveld          | NED  | 3:03.42 |
| 8    | Silvia Tremoleda Serrano | ESP  | 3:04.06 |
| 9    | Theoni Louvi             | GRE  | 3:04.31 |
| 10   | Isabel Olivian Moreno    | ESP  | 3:04.43 |

1978 ·
1979 ·
1980 ·
1981 ·
1981 ·
1983 ·
1984 ·
1985 ·
1986 ·
1987 ·
1988 ·
1989 ·
1990 ·
1991 ·
1992 ·
1993 ·
1994 ·
1995 ·
1996 ·
1997 ·
1998 ·
1999 ·
2000 ·
2001 ·
2002 ·
2003 ·
2004 ·
2005 ·
2006 ·
2007 ·
2008 ·
2009 ·
2010 ·
2011 ·
2012 ·
2013 ·
2014 ·
2015 ·
2016 ·
2017 ·
2018 ·
2019 ·
2020 ·
2021 ·
2022 ·
2023 ·
2024